# 蘭洛 (北卡羅萊納州)
蘭洛（英語：Ranlo）是一個位於美國北卡羅萊納州加斯頓縣的城鎮。

## 人口
根據2020年美國人口普查的數據，蘭洛的面積為5.34平方千米，皆為陸地。當地共有人口4511人，而人口密度為每平方千米845人。